# Kal So-won
Kal So-won (* 14. August 2006) ist eine südkoreanische Schauspielerin. Sie ist bekannt durch die Rolle der Ye-sung in dem Film Miracle in Cell No. 7 (2013) und erhielt dafür den Grand Bell Award der Jury.

## Filmografie

### Filme
- 2012: The Taste of Money
- 2013: Miracle in Cell No. 7

### Fernsehserien
- 2012: Take Care of Us, Captain (부탁해요 캡틴 Butakhaeyo Kaeptin, SBS)
- 2012: Roller Coaster – Season 2: Why? (tvN)
- 2013: The Secret of Birth (출생의 비밀 Chulsaeng-ui Bimil, SBS)
- 2013: Medical Top Team (메디컬탑팀, MBC)
- 2015: My Daughter, Geum Sa-wol (내 딸 금사월 Nae ttal Geum Sa-wol, MBC)
- 2017: A Korean Odyssey (화유기 Hwayugi, tvN)